# レオナ・ペタス
レオナ・ペタス（レオナ・ペタス、1992年4月29日 - ）は、日本のキックボクサー、埼玉県入間市出身。THE SPIRIT GYM TEAM TOP ZEROS/LARA TOKYO所属。元Krushスーパーフェザー級王者。2016年英雄伝説アジア-60kgトーナメント優勝。元K-1WORLD GPスーパーフェザー級王者。実弟の加藤虎於奈もキックボクサーである。
強烈な右ストレートを持つことから"石の拳"の異名を持つ。

## 来歴
弟、加藤虎於奈の影響で高校入学後に格闘技の道へ進み、アマチュア時代には武尊からも勝利を収めている。
Krushを主戦場に戦い、国内スーパーフェザー級のトップファイターたちから勝利を重ね、2019年9月のKrush後楽園大会で西京佑馬を下して第9代Krushスーパーフェザー級王座を獲得。
12月Krush後楽園大会で山本直樹をKOして初防衛を果たすと、直後のマイクでK-1王者の武尊に挑戦状を叩きつけた。
武尊戦の実現に向けて、3月22日の「K'FESTA.3」では武尊を苦しめた村越優汰をKOで下し、7月21日の「Krush.115」では武尊の盟友・大岩龍矢を撃破。試合後大岩のセコンドだった武尊に対戦を要求した。
2021年3月28日「K'FESTA.4 Day.2」にて、満を持しての武尊の持つベルトに挑戦。武尊の強打でKO負けを喫したものの、壮絶な打ち合いを繰り広げて、K-1の歴史に残る名勝負を生んだ。
2022年9月11日の「K-1 WORLD GP 2022 JAPAN～よこはまつり～」で、スーパーフェザー級トーナメントに参加し、一回戦でアヤブ・セギリ、準決勝で大岩龍矢、決勝で朝久裕貴を下し、第5代王者となった。
2025年現行のK-1の体制を変えるべく反乱軍RibelLion（リベリオン）を創設。

## 戦績

### プロキックボクシング
| キックボクシング 戦績 | キックボクシング 戦績 | キックボクシング 戦績 | キックボクシング 戦績 | キックボクシング 戦績 | キックボクシング 戦績 | キックボクシング 戦績 |
| --------------------- | --------------------- | --------------------- | --------------------- | --------------------- | --------------------- | --------------------- |
| 41 試合               | (T)KO                 | 判定                  | その他                | 引き分け              | 無効試合              |                       |
| 32 勝                 | 14                    | 18                    | 0                     | 1                     | 0                     |                       |
| 8 敗                  | 2                     | 6                     | 0                     | 1                     | 0                     |                       |

| 勝敗 | 対戦相手             | 試合結果                        | 大会名 | 開催年月日     |
| ○    | 天野 颯大            | 1R 2:16 KO(右フック)            | K-1 BEYOND | 2025年5月31日  |
| ×    | レミー・パラ         | 3R終了 判定0-2                  | K-1 ReBIRTH2 | 2023年12月9日  |
| ○    | 朝久裕貴             | 3R終了 判定3-0                  | K-1 WORLD GP 2022 JAPAN 〜K-1よこはまつり〜 【K-1 WORLD GP 第5代スーパー・フェザー級王座決定トーナメント決勝戦】 | 2022年9月11日  |
| ○    | 大岩龍矢             | 3R 0:12 KO (飛び膝蹴り)         | K-1 WORLD GP 2022 JAPAN 〜K-1よこはまつり〜 【K-1 WORLD GP 第5代スーパー・フェザー級王座決定トーナメント準決勝】 | 2022年9月11日  |
| ○    | アヤブ・セギリ       | 2R 1:01 KO (右フック)           | K-1 WORLD GP 2022 JAPAN 〜K-1よこはまつり〜 【K-1 WORLD GP 第5代スーパー・フェザー級王座決定トーナメント1回戦】  | 2022年9月11日  |
| ×    | 中村寛               | 3R終了 判定0-2                  | THE MATCH 2022                                                                                                   | 2022年6月19日  |
| ○    | マキ・チャーチャイ   | 3R終了 判定3-0                  | K-1 WORLD GP 2021 JAPAN 〜スーパーウェルター級&フェザー級ダブルタイトルマッチ                                    | 2021年12月4日  |
| ×    | 武尊                 | 2R 1:10 KO (右ストレート)       | K-1 WORLD GP 2021 JAPAN ～K’FESTA.4 DAY2～ 【K-1 WORLD GPスーパー・フェザー級タイトルマッチ】                    | 2021年3月28日  |
| ○    | 大岩龍矢             | 3R終了 判定3-0                  | Krush.115 【スーパー・フェザー級タイトルマッチ】                                                                 | 2020年7月21日  |
| ○    | 村越優汰             | 3R 2:33 KO（フック）            | K-1 WORLD GP 2020 JAPAN 〜K'FESTA.3                                                                              | 2020年3月22日  |
| ○    | 山本直樹             | 2R 2:08 KO（フック）            | Krush.109 【スーパー・フェザー級タイトルマッチ】                                                                 | 2019年12月15日 |
| ○    | 西京佑馬             | 3R終了 判定2-0                  | Krush.105 【スーパー・フェザー級タイトルマッチ】                                                                 | 2019年9月16日  |
| ○    | 小宮山工介           | 2R 2:12 KO（左ストレート）      | K-1 WORLD GP 2019 JAPAN 〜K-1スーパーバンタム級世界最強決定トーナメント                                          | 2019年6月30日  |
| ○    | 朝久泰央             | 3R終了 判定3-0                  | Krush.98 | 2019年2月16日  |
| ○    | ジャオ・チョンヤン   | 2R 2:49 KO（右ストレート）      | Krush.90 | 2018年7月22日  |
| ○    | 西京佑馬             | 3R終了 判定3-0                  | Krush.87 | 2018年4月22日  |
| ○    | 原田ヨシキ           | 2R 1:03 KO（右ストレート）      | Krush.90 | 2017年12月9日  |
| ×    | 安保璃紅             | 3R終了 判定0-3                  | Krush.76 【-60kg王座決定トーナメント・決勝戦】                                                                   | 2017年5月28日  |
| ○    | 朝久泰央             | 3R終了 判定3-0                  | Krush.75 【-60kg王座決定トーナメント・準決勝】                                                                   | 2017年4月2日   |
| ○    | 覇家斗               | 3R終了 判定3-0                  | Krush.73 【-60kg王座決定トーナメント・準々決勝】                                                                 | 2017年2月18日  |
| ○    | ”DYNAMITE”髙橋 佑太  | 3R終了 判定3-0                  | Krush.71 【-60kg王座決定トーナメント・一回戦】                                                                   | 2016年12月18日 |
| ○    | リー・チーユー       | 3R終了 判定                     | 英雄伝説 【アジア-60kgトーナメント決勝戦】                                                                       | 2016年10月2日  |
| ○    | フェン・ティエンハオ | 3R KO（ボディブロー）           | 英雄伝説 【アジア-60kgトーナメント準決勝】                                                                       | 2016年10月2日  |
| ○    | シェ・ユーハン       | 1R 0:26 KO（膝蹴り）            | 英雄伝説 【アジア-60kgトーナメント準々決勝】                                                                     | 2016年8月20日  |
| ○    | チョウ・ビャオ       | 3R終了 判定                     | 英雄伝説 【アジア-60kgトーナメント1回戦】                                                                        | 2016年8月20日  |
| ×    | 闘士                 | 3R終了 判定0-3                  | K-1 WORLD GP 2016 【-60kg日本代表決定トーナメント・一回戦】                                                      | 2016年4月24日  |
| ○    | 大雅                 | 3R終了 判定2-0                  | K-1 WORLD GP 2015 IN JAPAN ～THE CHAMPIONSHIP～                                                                  | 2015年11月21日 |
| ○    | 山本真弘             | 3R終了 判定3-0                  | Krush.56 | 2015年8月14日  |
| ○    | 中村圭佑             | 3R終了 判定3-0                  | Krush.54 | 2015年5月4日   |
| ×    | 大月晴明             | 3R終了 判定0-3                  | Krush.50 | 2015年1月4日   |
| ○    | 闘士                 | 1R 2:21 KO（ハイキック）        | Krush.46 | 2014年10月5日  |
| △    | 大沢文也             | 3R終了 判定1-0                  | Krush.44 | 2014年8月9日   |
| ○    | 北井智大             | 3R終了 判定3-0                  | Krush.41 | 2014年5月11日  |
| ×    | 島野浩太朗           | 1R 1:03 TKO（ドクターストップ） | Krush.39 | 2014年3月8日   |
| ○    | 渡辺武               | 3R終了 判定3-0                  | Krush.36 | 2014年1月4日   |
| ○    | 青津潤平             | 3R終了 判定3-0                  | Krush.30 | 2013年8月11日  |
| ○    | 明戸仁志             | 2R 0:44 KO（パンチ連打）        | Krush-IGNITION 2013 vol.3                                                                                        | 2013年4月21日  |
| ×    | 後藤勝也             | 3R終了 判定0-3                  | Jawin presents Krush Grand Prix 2013 ～-67kg級初代王座決定トーナメント～                                         | 2013年1月14日  |
| ○    | 磯部由和             | 2R 0:22 KO（タオル投入）        | Krush-EX 2012 vol.5                                                                                              | 2012年10月8日  |
| ○    | 高橋龍太郎           | 1R 1:40 KO（右ストレート）      | Krush.21 | 2012年8月12日  |
| ○    | 翔太                 | 1R 2:03 KO（パンチ連打）        | Krush-EX 2012 vol.3                                                                                              | 2012年6月17日  |

## 獲得タイトル
- 第9代Krushスーパーフェザー級王座
- 2016年英雄伝説アジア-60kgトーナメント優勝
- 第5代K-1 WORLD GPスーパーフェザー級王座